# 경주 남산 침식곡 석불좌상
경주 침식곡 석불좌상(慶州 寢息谷 石佛坐像)은 대한민국 경상북도 경주시에 있는 석불이다. 1979년 1월 25일 경상북도의 유형문화재 제112호로 지정되었다.

## 개요
경상북도 경주시 내남면 백운암(白雲庵) 동편의 침식골에 있는 이 불상은 현재 머리 부분이 없어졌으나 나머지 부분들은 대체로 잘 남아 있다.
불상의 목에는 3줄의 주름인 삼도(三道)가 선명하게 표현되어 있다. 오른쪽 어깨를 드러내고 왼쪽 어깨에만 걸친 옷에는 계단식의 옷주름이 새겨져 있다. 왼손은 손바닥을 보이며 배에 대고 있고, 오른손은 무릎 위에 얹었는데 손등이 보이면서 손끝은 땅을 향하게 하고 있다.
대좌는 상대·중대·하대의 세부분으로 이루어져 있다. 상대에는 위로 향한 연꽃잎이 새겨져 있고, 중대는 8각형으로 아무런 무늬가 없다. 하대에는 아래로 향한 연꽃잎이 조각되어 있다.
이 불상은 가슴 등 신체 형태에서 8세기 초 양식을 충실히 반영하고 있다. 그러나 직각으로 각이 진 어깨, 계단식 옷주름, 상대석의 연꽃무늬 장식 등으로 미루어 8세기 말 내지는 9세기 초에 만들어진 작품으로 추정된다.

## 참고 자료
- 경주침식곡석불좌상 - 국가유산청 국가유산포털